# Alex Devlin
Pour les articles homonymes, voir Devlin.
Alex Devlin, né le 12 décembre 1949, à Edmonton, en Alberta, est un ancien joueur canadien de basket-ball. Il évolue durant sa carrière au poste d'arrière.